# Beskid Dukielski

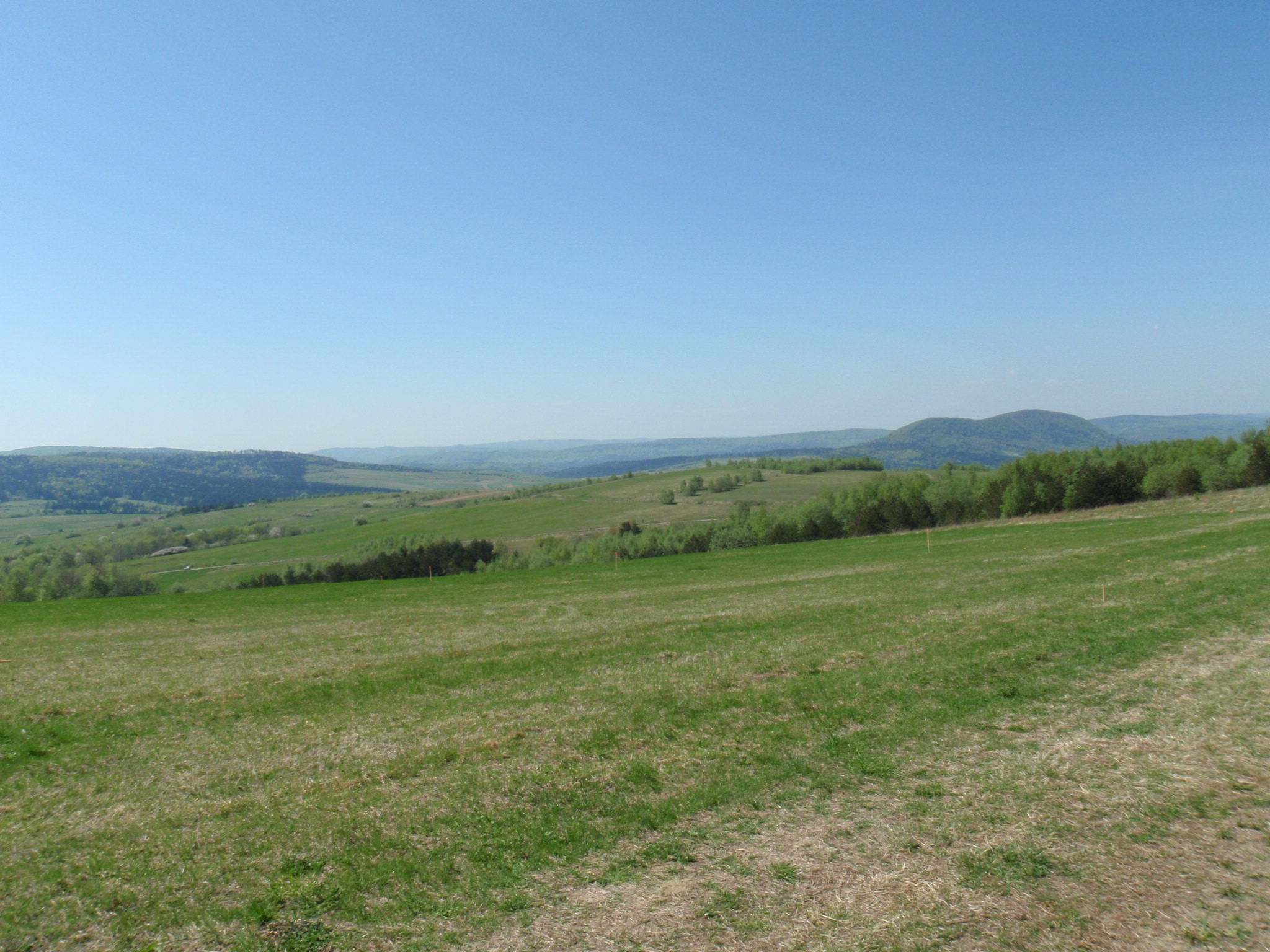
Nhìn từ núi Przymiarki tại Beskid Dukielski

Beskid Dukielski (Dukla Beskid) là phần giữa của dãy núi Low Beskids, nằm ở phía bắc của đèo Dukla và được đặt tên theo tên của thị trấn Dukla.
Phạm vi của dãy núi trải dài từ các thung lũng như Wisłoka và Ryjak các con sông ở phía tây, đến con đường Królik Arlingtonki - Daliowa - Czeremcha ở phía đông. Ranh giới của nó về phía bắc nằm cách Nowy Żigmigród - Dukla. Xa hơn nữa về phía đông, Jasionka - Lubatowa và Krolik Polski, tách Beskid Dukielski từ Rymanowski Hills.
Chúng bao gồm các đá trầm tích - chủ yếu là đá sa thạch, đá phiến và các đá cuội kết. Hiện tượng sạt lở ở đây rất phổ biến.
Đỉnh cao nhất là Baranie ("Ram's") (754 m).
Núi của Beskid Dukielski bao gồm (tất cả các phép đo tính bằng mét trên mực nước biển):
- Cergowa (716 m)
- Kilanowska Góra (558 m)
- Chyrowa (695 m)
- Dania (696 m)
- Polana (651 m)
- Łysa Góra (641 m)
- Grzywacka Góra (567)
- Piotruś (728 m)
- Popowa Polana (638 m)
- Ostra (687 m)
- Baranie [pl] (754 m)
- Nad Tysowym (711 m)
- Żydowska Góra (719 m)
- Zimny Wierch (702 m)
- Czerteż (648 m)
- Dziurcz (586 m)